# Hayastani Ankaxowt'yan Gavat' 1996-1997
La Hayastani Ankaxowt'yan Gavat' 1996-1997 (conosciuta anche come Coppa dell'Indipendenza) è stata la sesta edizione della Coppa nazionale armena. Il torneo è iniziato 1º ottobre 1996 con il turno preliminare e si è concluso il 28 maggio 1997. L'Ararat Yerevan ha vinto la coppa per la quarta volta battendo in finale il Kilikia Yerevan.

## Quarti di finale
Gli incontri di andata si disputarono tra il 26 marzo mentre quelli di ritorno il 5 aprile 1997.
| Squadra 1       | Totale | Squadra 2      | Andata | Ritorno |
| --------------- | ------ | -------------- | ------ | ------- |
| FC Yerevan      | 3 - 1  | Van Yerevan    | 3 - 1  | 0 - 0   |
| Kilikia Yerevan | 7 - 2  | Kotayk Abovyan | 2 - 0  | 5 - 2   |
| Shirak Gyumri   | 1 - 2  | Ararat Yerevan | 1 - 1  | 0 - 1   |
| Tsement Ararat  | 6 - 0  | CSKA Yerevan   | 3 - 0  | 3 - 0   |

## Semifinale
Gli incontri di andata si disputarono il 13 mentre quelli di ritorno tra il 18 maggio 1997.
| Squadra 1      | Totale | Squadra 2       | Andata | Ritorno |
| -------------- | ------ | --------------- | ------ | ------- |
| FC Yerevan     | 1 - 7  | Kilikia Yerevan | 0 - 5  | 1 - 2   |
| Ararat Yerevan | 4 - 0  | Tsement Ararat  | 2 - 0  | 2 - 0   |

## Finale
La finale si svolse il 28 maggio 1997.
| Erevan 28 maggio 1997                               | Ararat Yerevan | 1 – 0 | Kilikia Yerevan | Razdan Stadium (4.500 spett.) |
| \| \| \| \| \| Sedrak Babayan 6’ \| Marcatori \| \| |                |       |                 |                               |
|                                                     |                |       |                 |                               |
| Sedrak Babayan 6’                                   | Marcatori      |       |                 |                               |